# The Osterman Weekend (película)
The Osterman Weekend (Clave: omega en España) es una película estadounidense estrenada en 1983. Basada en la novela homónima de Robert Ludlum, pertenece a los géneros de acción, suspenso y thriller político y está protagonizada por Rutger Hauer, John Hurt, Burt Lancaster, Dennis Hopper, Meg Foster y Craig T. Nelson. Es la última película dirigida por el controvertido Sam Peckinpah antes de su fallecimiento en 1984.

## Argumento
John Tanner (Rutger Hauer) es un exitoso presentador de un programa de televisión en el que entrevista a personalidades políticas relevantes, su objetivo es denunciar el abuso de poder. Bernard Osterman (Craig T. Nelson) es el productor de su programa, una vez al año John y Bernard pasan unos días de vacaciones junto a dos antiguos compañeros de universidad: Joseph Cardone (Chris Sarandon) y Richard Tremayne (Dennis Hopper). Un día Tanner es llamado por el director de la CIA Maxwell Danforth (Burt Lancaster), quien predica la lucha contra el comunismo; Danforth revela a Tanner que sus amigos son agentes soviéticos que preparan una campaña de desestabilización en Estados Unidos. Las pruebas han sido reunidas por el agente de la CIA Lawrence Fassett (John Hurt). Tanner desconoce que años atrás la mujer de Fassett, una espía del bloque comunista (Merete Van Kamp), fue asesinada por agentes del KGB con la autorización de Danforth. Fassett descubrió una red de espionaje soviético, conocida como Omega, y está decidido a utilizar a Tanner para revelar su existencia.
Tanner tiene problemas con su mujer, Ali (Meg Foster), esta decide marcharse de la ciudad junto con su hijo y no pasar el fin de semana junto a John. Tanner no quiere que su mujer y su hijo se vean envueltos en la trama de espionaje, así que les conduce en dirección al aeropuerto, pero en el trayecto son atacados y Ali y el niño son secuestrados. Fassett interviene y son rescatados sin que sufran daños. Tanner permite que su casa sea cableada, plagada de micrófonos y conectada a un sistema de vigilancia que registrará todo lo que ocurra durante el próximo encuentro con sus amigos. Osterman, Tremayne y Cardone llegan para pasar el fin de semana en la casa de Tanner. La reunión es tensa, Ali tiene una acalorada discusión con la mujer de Tremayne, Virginia (Helen Shaver), y cada uno de ellos se retira a su dormitorio. Tanner se enfrenta después a Osterman, le dice que conoce su implicación con el espionaje soviético, pero Osterman niega la acusación.

## Producción
El productor y director William Castle compró los derechos para adaptar al cine la novela de Ludlum y ofreció al escritor la posibilidad de escribir el guion, pero Ludlum no se mostró muy interesado. La película fue finalmente producida por Peter S. Davis y William N. Panzer para Davis-Panzer Productions y Osterman Weekend Associates, Con el guion completado, se buscó a un director, y fue escogido Sam Peckinpah, el controvertido y problemático realizador de The Wild Bunch (1969) y Perros de paja (1971). La reputación de Peckinpah había resultado dañada debido a su adicción al alcohol y las drogas, algo que se había hecho notar durante el rodaje de su última película, Convoy, aunque Peckinpah tuvo la oportunidad de dirigir la segunda unidad de la película de Don Siegel Jinxed! en 1981 y su competencia y profesionalidad en este rodaje hicieron que fuera considerado como posible director de The Osterman Weekend.
Los productores se vieron forzados a buscar financiación de fuentes independientes, pues todavía pesaban los conflictos entre Peckinpah y algunos estudios. Contó con un presupuesto relativamente bajo, pese a lo cual reunió a un buen plantel de actores que cobraron menos de su salario habitual por la oportunidad de trabajar con Peckinpah: Rutger Hauer, Meg Foster, John Hurt, Craig T. Nelson, Dennis Hopper, Chris Sarandon, Helen Shaver y Burt Lancaster. La localización principal fue la antigua residencia de Robert Taylor en Mandeville Canyon, donde se rodaron las escenas de la vivienda de los Tanner. Peckinpah logró ajustarse al presupuesto y al tiempo planificado para el rodaje. Las audiencias reaccionaron de manera desfavorable en los pases de prueba, lo que motivó que los productores buscaran reeditar la película sin la aprobación del director. Los productores cambiaron la secuencia de apertura y eliminaron otras que creyeron innecesarias, motivando la reacción adversa de Peckinpah y su convicción de que los productores habían saboteado su película, como ya ocurriera con Major Dundee (1965) y Pat Garrett & Billy the Kid (1973).

## Estreno
La distribución en cines fue realizada por 20th Century Fox, se estrenó el 4 de noviembre de 1983 en Estados Unidos, su estreno en México tuvo lugar el 11 de abril de 1985. Thorn EMI adquirió los derechos para el mercado videográfico; una edición en laserdisc fue publicada por Image Entertainment. Se encuentra actualmente disponible en DVD Video y Blu-ray, ha sido editada en esos formatos por Anchor Bay Entertainment.

## Recepción
La película no fue un gran éxito comercial, recaudando apenas su presupuesto en Estados Unidos, pero funcionó mejor en Europa y en el nuevo mercado del video doméstico. El historiador cinematográfico Carlos Aguilar escribió en su Guía del Vídeo-Cine: 

«Constituye la despedida de un controvertido y polémico realizador. Es posible que esta película no cuente con la talla artística de los mejores momentos de la filmografía del viejo maestro, pero sin duda constituye un trabajo curioso y lleno de guiños, que para sí quisieran muchos autores consagrados. Historia de espionaje, entre visceral y autoirónica.»

## Reparto
- Rutger Hauer ... John Tanner
- John Hurt ... Lawrence Fassett
- Craig T. Nelson ... Bernard Osterman
- Dennis Hopper ... Richard Tremayne
- Meg Foster ... Ali Tanner
- Chris Sarandon ... Joseph Cardone
- Helen Shaver ... Virginia Tremayne
- Cassie Yates ... Betty Cardone
- Sandy McPeak ... Walter Stennings
- Christopher Starr ... Steve Tanner
- Burt Lancaster ... Maxwell Danforth
- Cheryl Carter ... Marcia Heller
- John Bryson ... Honeymoon Groom
- Anne Haney ... Honeymoon Bride
- Kristen Peckinpah ... Secretaria de Tremayne
- Marshall Ho'o ... Instructor de artes marciales
- Jan Tříska ... Andrei Mikalovich
- Hansford Rowe ... General Keever
- Merete Van Kamp ... Zuna Brickman
- Bruce A. Block ... Floor Manager
- Buddy Joe Hooker ... Secuestrador
- Tim Thomerson ... Policía
- Deborah Chiaramonte ... Enfermera
- Walter Kelley ... Agente #1
- Brick Tilley ... Agente #2
- Eddy Donno ... Agente #3
- Den Surles ... Assailant
- Janeen Davis ... Stage Manager #1
- Bob Kensinger ... Stage Manager #2
- Buckley Norris ... Técnico
- Gregory Joe Parr ... Piloto
- Don Shafer ... Agente
- Irene Gorman Wright ... Ayudante
- Julie Wakefield ... Secretaria
- Jimmy Williams ... Agente de la CIA[10]

## Especialistas
- Joanne Anderson
- Bobby Bass
- Janet Brady
- Carl Ciarfalio
- Steve M. Davison
- Justin De Rosa
- Donna Garrett
- Norman Howell
- Tommy J. Huff
- Steve Hulin
- Alan Oliney
- Rex Pierson
- Fred Waugh
- George P. Wilbur
- Glenn R. Wilder
- Scott Wilder
- Spiro Razatos[10]